# Metopa glacialis
Metopa glacialis is een vlokreeftensoort uit de familie van de Stenothoidae. De wetenschappelijke naam van de soort is voor het eerst geldig gepubliceerd in 1842 door Kroyer.